# Tetrastichus epilachnae
Tetrastichus epilachnae är en stekelart som först beskrevs av Alfred Giard 1896.  Tetrastichus epilachnae ingår i släktet Tetrastichus och familjen finglanssteklar. Arten är reproducerande i Sverige. Inga underarter finns listade i Catalogue of Life.